# Qattara (Libano)
Qaṭṭara (in arabo قطرة‎?) è il nome di un villaggio del Libano, appartenente al qaḍāʾ dello Shuf, nel governatorato del Monte Libano.
In questo villaggio è nato Antoine Lahad, comandante - dopo Sa'd Haddad - della milizia cristiana, alleata d'Israele, dell'Esercito del Libano del Sud, attiva nel Libano meridionale durante la guerra civile in Libano.